# Dragon C208
Dragon C208 je první nákladní kosmická loď Dragon 2 nahrazující předchozí Dragon. Poprvé vzlétla na misi CRS-21 dne 6. prosince 2020. Jednalo se o první let Cargo Dragonu pro NASA v rámci 2. etapy programu Commercial Resupply Services (CRS-2). Bylo to také poprvé, kdy byl Cargo Dragon ukotven na ISS současně s kosmickou lodí Crew Dragon (SpaceX Crew-1).

## Cargo Dragon
Společnost SpaceX po roce 2006 na základě smlouvy COTS s agenturou NASA vyvinula nákladní kosmickou loď Dragon. Pod navazující smlouvou CRS vyslala SpaceX loď Dragon v letech 2010 až 2020 na 2 testovací a 20 řádných misí k zásobování ISS. Z nich pouze jedna mise selhala (SpaceX CRS-7 v červnu 2015) a NASA v roce 2016 společnosti SpaceX smlouvou CRS-2 přidělila nákladní lety také pro nástupce lodi Dragon, označovaného Dragon 2. Ten existuje v osobní a nákladní variantě Crew Dragon a Cargo Dragon.
Loď Dragon s nástavcem (tzv. trunk) ve startovní pozici měří na výšku 8,1 metru a v průměru má 4 metry. Kabina poskytuje 9,3 krychlového metru prostoru, v nástavci je možné uložit až 37 m2 nákladu, který nemusí být dopravován v hermetizované kabině, např. součásti určené k namontování na vnější povrch stanice. Cargo Dragon umí na ISS vynést až 3 307 kg nákladu, z toho 2 507 kg v kabině a 800 kg v nástavci. Nákladní loď v porovnání variantou pro lety s posádkou neobsahuje sedadla, ovládací prvky, systémy podpory života ani motory SuperDraco pro přerušení startu.
Loď do vesmíru vynáší rakety Falcon 9. SpaceX uvádí, že loď může být k ISS připojena až 75 dní, ale NASA využívá zhruba polovinu této doby a nákladní Dragony se na Zemi vracejí po zhruba 5 týdnech. Vezou přitom s sebou náklad, který nejčastěji tvoří výsledky vědeckých experimentů určené k vyhodnocení nebo dalšímu použití v pozemských podmínkách, nebo vybavení ISS určené k testování nebo opravě. Cargo Dragony přistávají nejčastěji do vod Mexického zálivu u pobřeží Floridy, ale jsou schopny také přistání u jejího atlantského pobřeží nebo do vod Tichého oceánu u břehů Kalifornie.

## Lety

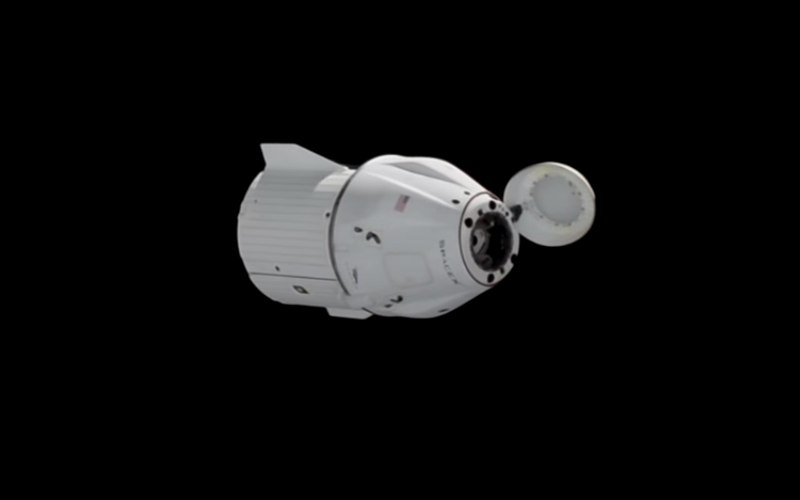
Odlet C208 od ISS během mise CRS-21

| Mise   | Znak | Start (UTC)                 | Přistání (UTC)               | Výsledek | Poznámka |
| ------ | ---- | --------------------------- | ---------------------------- | -------- | --- |
| CRS-21 |      | 6. prosince 2020, 16:17:08  | 14. ledna 2021, 01:26        | Úspěšná  | první let Cargo Dragonu pro NASA v rámci 2. etapy programu Commercial Resupply Services (CRS-2); na ISS přivezl komerční přechodovou komoru Bishop |
| CRS-23 |      | 29. srpna 2021, 07:14:49    | 1. října 2021, 2:57          | Úspěšná  | let na ISS v rámci programu CRS-2 |
| CRS-25 |      | 15. července 2022, 00:44:22 | 20. srpna 2022, 18:53        | Úspěšná  | let na ISS v rámci programu CRS-2 |
| CRS-28 |      | 5. června 2023, 15:47       | 30. června 2023, 14:30       | Úspěšná  | let na ISS v rámci programu CRS-2 |
| CRS-31 |      | 5. listopadu 2024, 02:29:31 | 17. prosince 2024, ~18:39:30 | Úspěšná  | let na ISS v rámci programu CRS-2 |